# 이건철
이건철(1996년 2월 21일 ~ )은 대한민국의 축구 선수이며 포지션은 공격수이다. 현재는 남강고등학교 코치로 선수들을 양성하고있다

## 클럽 경력
재현고등학교와 경희대학교를 졸업하고 2017년, 제주 유나이티드에 입단하였다.
2018년 8월, 대전 시티즌으로 임대 이적하였다.
2019년 2월, FC 서울로 이적하였다.